# ティータイム倶楽部
ティータイム倶楽部（てぃーたいむくらぶ）は、かつてエフエム秋田で放送されていたラジオ番組である。

## 概要
1985年エフエム秋田開局当時、月曜日から金曜日の13時00分から14時55分にかけて放送されていたリクエストを中心に、様々なコーナーとおしゃべりでお送りしていた2時間の生放送番組であった。
なお、サービス放送開始された3月18日から29日までは13:00-14:30の90分間の放送であった。
1986年4月より14:00-15:55に１時間繰り下げて放送された。
それに伴い13:00-13:55には、FM歌謡アベニューを放送開始した。

## 出演
パーソナリティ
- 高畑和久
- 平山早苗（元エフエム青森アナウンサー）[1]

## 放送内容
- リクエスト・タイム
- クイズに挑戦
- ファッション・アラカルト
- さなえのちえぶくろ
- 今週の歌
- ハイ！カローラおばこです(現在は独立番組となっている。)

ほか